# Alfred-Alphonse Bottiau

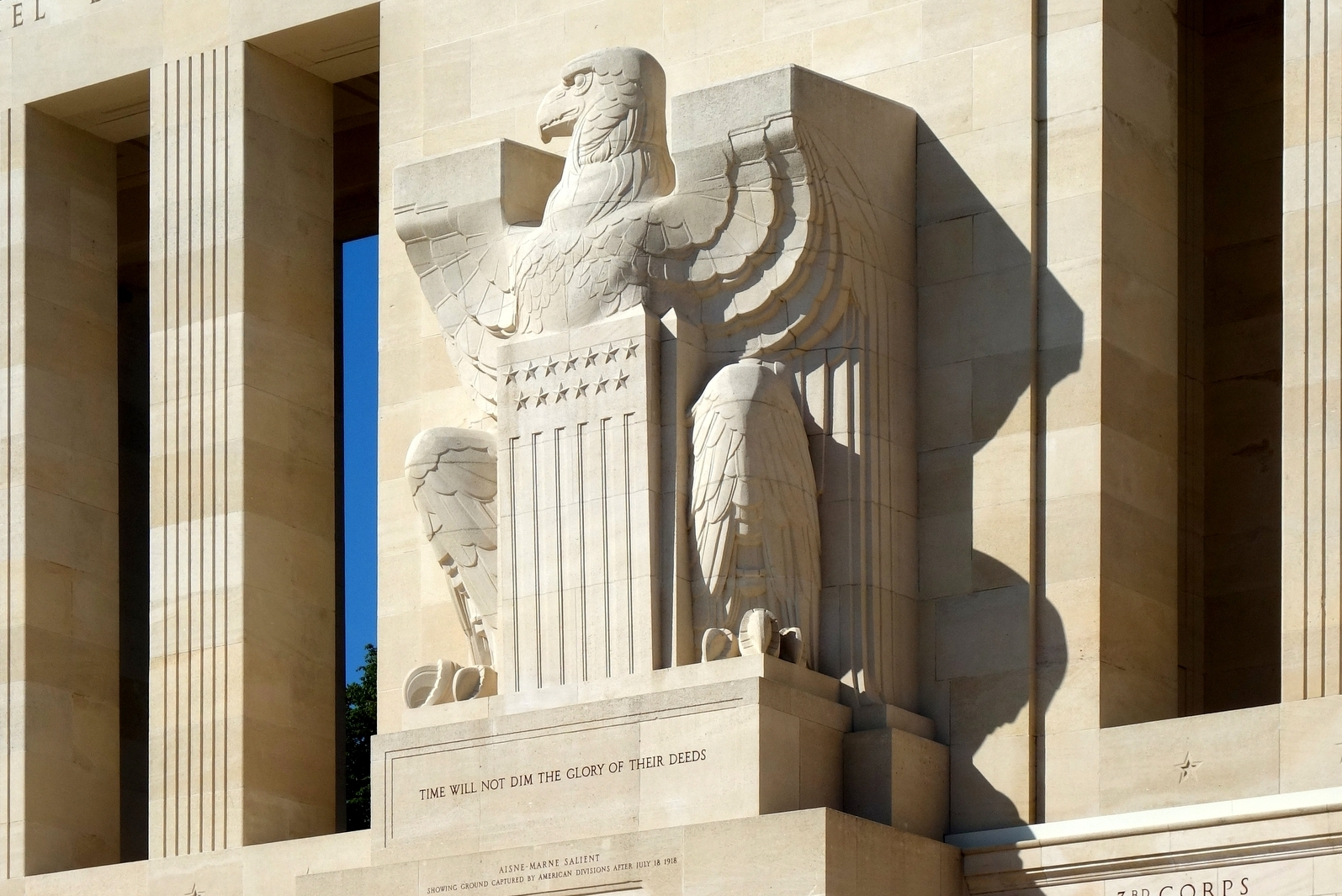
Aigle du monument américain de Château-Thierry

Alfred-Alphonse Bottiau, né le 6 février 1889 à Valenciennes, mort le 25 février 1951 dans la même ville, est un sculpteur français.

## Biographie
Alfred-Alphonse Bottiau suit d’abord les cours de sculpture de l’école académique de Valenciennes avant d’être admis, en 1908, à l’école des beaux-arts de Paris où il est l’élève de Jean-Antoine Injalbert jusqu’à son incorporation dans l’armée en 1910.
En 1919, il est récompensé par un premier second grand prix de Rome.
Il installe son atelier à Boulogne-Billancourt et expose régulièrement au Salon des artistes français où il obtient, en 1920, une mention honorable puis une médaille d'argent en 1921. Entre 1927 et 1937, il enseigne à l’académie Julian à Paris où il prend la suite de Paul Landowski.
Sa collaboration avec l’architecte franco-américain Paul Philippe Cret, architecte conseil de l'American Battle Monuments Commission lui ouvre la porte de la réalisation d’une dizaine de  monuments commémoratifs de la Première Guerre mondiale.
Entre 1946 et 1951, il est directeur de l’école des beaux-arts de Valenciennes.
Il est enterré au cimetière Saint-Roch à Valenciennes.

## Œuvres dans les musées
- Bergues, musée du Mont-de-Piété
- Cambrai, musée des Beaux-arts
- Denain, musée d'Archéologie et d'Histoire Locale

- Marianne, plâtre patiné
- Étude pour la façade de La Voix du Nord à Lille, plâtre
- Trois études de bas-reliefs pour l'hôtel de ville de Hartford, plâtres
- Roubaix, La Piscine, musée d'Art et d'Industrie
- Valenciennes, musée des Beaux-Arts

## Œuvres monumentales

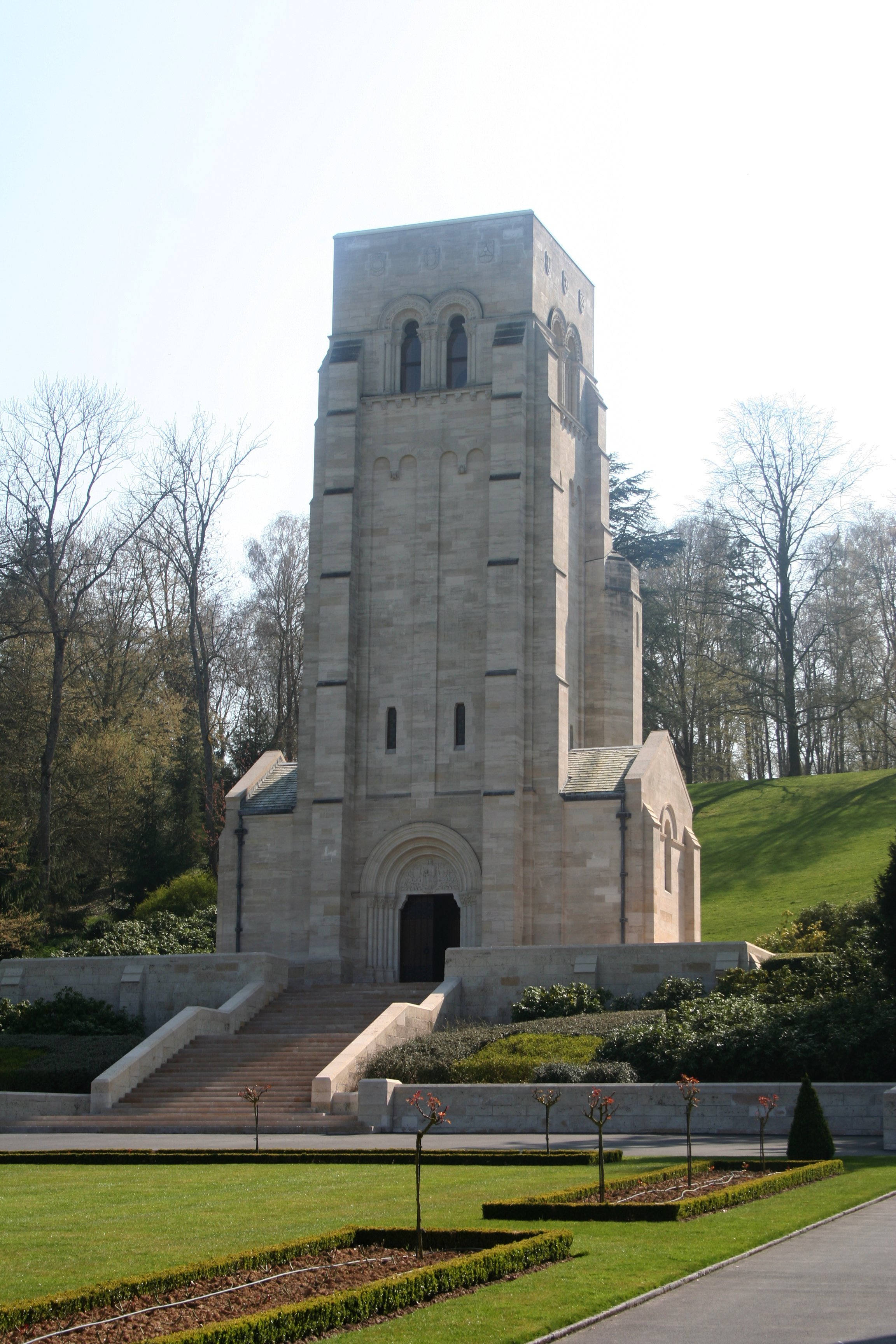
La chapelle du cimetière américain de Bois Belleau.

- La France et 'L’Amérique, statues du Monument américain de Château-Thierry (1929-1930). La France porte cuirasse et bouclier et L'Amérique, l’épée (architecte : Paul Philippe Cret)[4].
- Bas-reliefs du Monument de Bellicourt : mémorial américain à quelques kilomètres du cimetière américain de la Somme. Les figures représentent l’une La Bravoure et l’autre Le Souvenir. Un drapeau américain est au centre de composition complétée par un aigle. Le monument a été inauguré le 9 août 1937 (architecte : Paul Philippe Cret)[5].
- Bas-reliefs du Monument de Mondement élevé pour commémorer la première victoire de la Marne (5-12 septembre 1914) en collaboration avec les sculpteurs Albert Patrisse et René André Duparc. L'allégorie de La Victoire est de Henri Bouchard (architecte : Paul Bigot)[6].
- Tympan de la chapelle du cimetière américain du Bois Belleau, représentant un croisé en armure, défenseur du droit, flanqué des écussons des États-Unis et de la France entrelacés avec des branches de chênes, symbole de la traditionnelle coopération entre les deux pays.
- Deux statues monumentales à l’entrée du pont mémorial américain de Fismes[7].
- La Peine et Le Souvenir pour le tympan de la chapelle du Cimetière américain de Romagne-sous-Montfaucon.
- Monument aux morts de Solesmes. Statue en bronze d’un poilu combattant, le poing gauche fermé, la main droite tenant une grenade. Inauguré le 8 juin 1924[8].
- Monument à Charles Nungesser à Valenciennes. Près du stade Nungesser, est érigé ce monument en mémoire du célèbre aviateur valenciennois, inauguré le 1er septembre 1929, lors d'un grand meeting aérien[9].
- Bas-relief sur la façade de l’immeuble du quotidien La Voix du Nord à Lille, en collaboration avec Raymond Couvègnes[10].
- L’Inspiration pour le fronton du Palais de Chaillot à Paris[11]. Ce même motif figure sur un immeuble de Valenciennes, en pignon, rue de Hesques et daté de 1937[12].

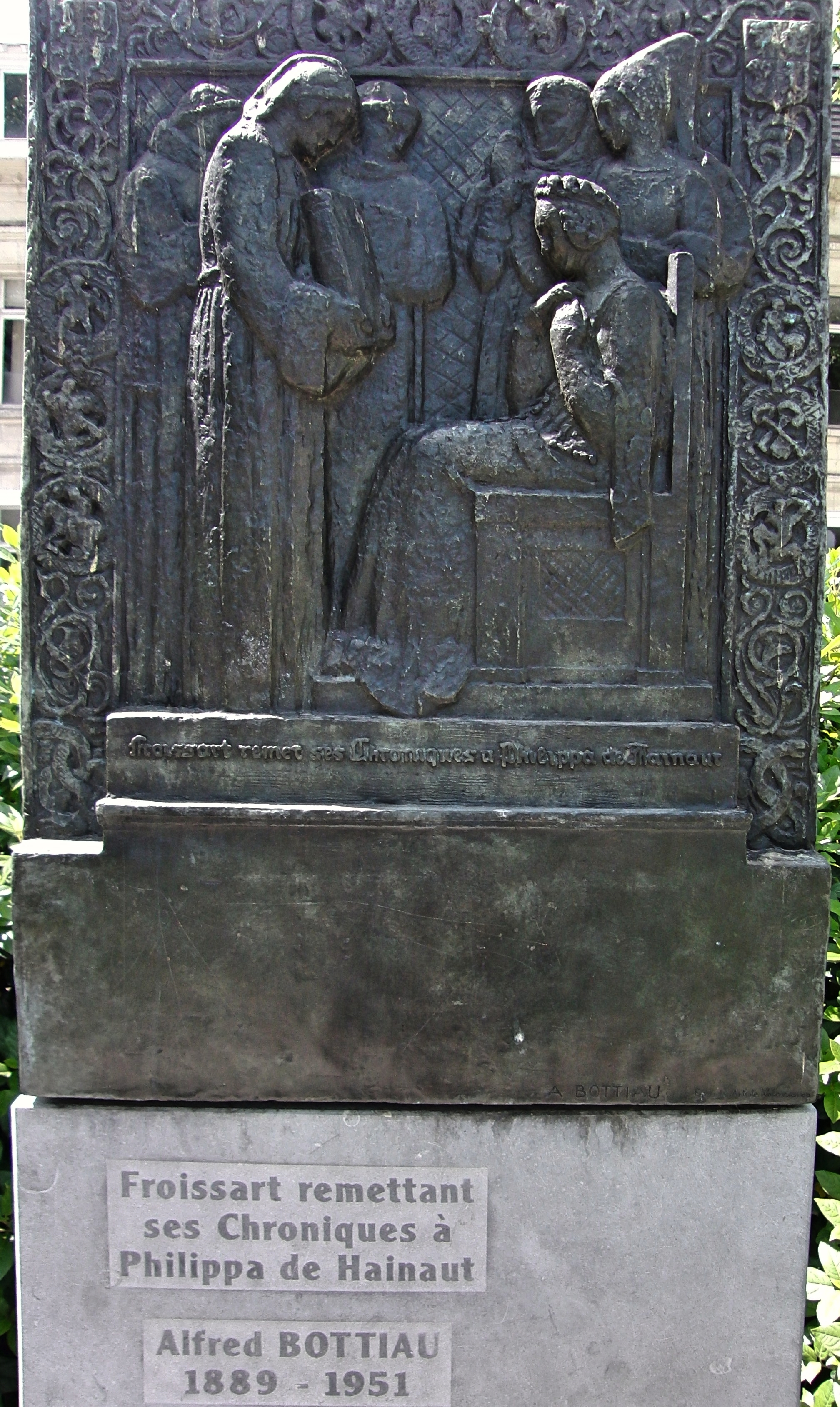
Froissart remettant ses chroniques à P. de Hainaut

- Froissart remettant ses chroniques à Philippa de Hainaut, bas-relief en bronze, square Watteau à Valenciennes, au pied de l’église Saint-Géry[13].
- Nausicaa, statue en pierre et ciment, au collège Clémence Royer à Montpellier[14].
- Le Christ du Sacré-Cœur et L’Immaculée Conception (1932), statues en pierre, église Saint-Pierre-et-Saint-Paul de Guise[15].
- Plaque commémorative du général Leclerc, avenue du général Leclerc à Valenciennes. Commandée à Bottiau, elle fut en grande partie réalisé par son élève Francis Burette et n'est pas signée. Elle est inaugurée le 15 mars 1949 en présence de la maréchale Leclerc[16].
- Monument à Armand Larmuzeaux, Origny-en-Thiérache, bienfaiteur de la commune.
- Baptiste de Cambrai, statue dans le jardin des fleurs de Cambrai. C'est la dernière œuvre de Bottiau qui la remis en mai 1950[17].
- Sa signature apparaît avec celle du sculpteur Denis Gélin sur les 7 paires de bas-reliefs stylisés qui ornent les travées de la salle à manger du restaurant du 9e Étage du grand magasin EATON de Montréal conçu et réalisé par Jacques Carlu en 1930[18]. À l'instar de Alfred-Alphonse Bottiau, Jacques Carlu avait lui aussi fréquenté l'École des Beaux-arts de Paris et a été Premier Grand Prix de Rome en 1919. Jacques Carlu a aussi été l'un de trois concepteurs du Palais de Chaillot où figure le fronton l'Inspiration de Bottiau[11].

## Hommages
- Un Monument à Alfred Bottiau, réalisé d'après un bas-relief en plâtre original de l'artiste, créé en 1937, a été inauguré en 1981 sur la Tour de la Dodenne à Valenciennes[19].
- Une rue de Valenciennes porte son nom.

## Sources
- (en) Alfred-Alphonse Bottiau